# Antikhallarna

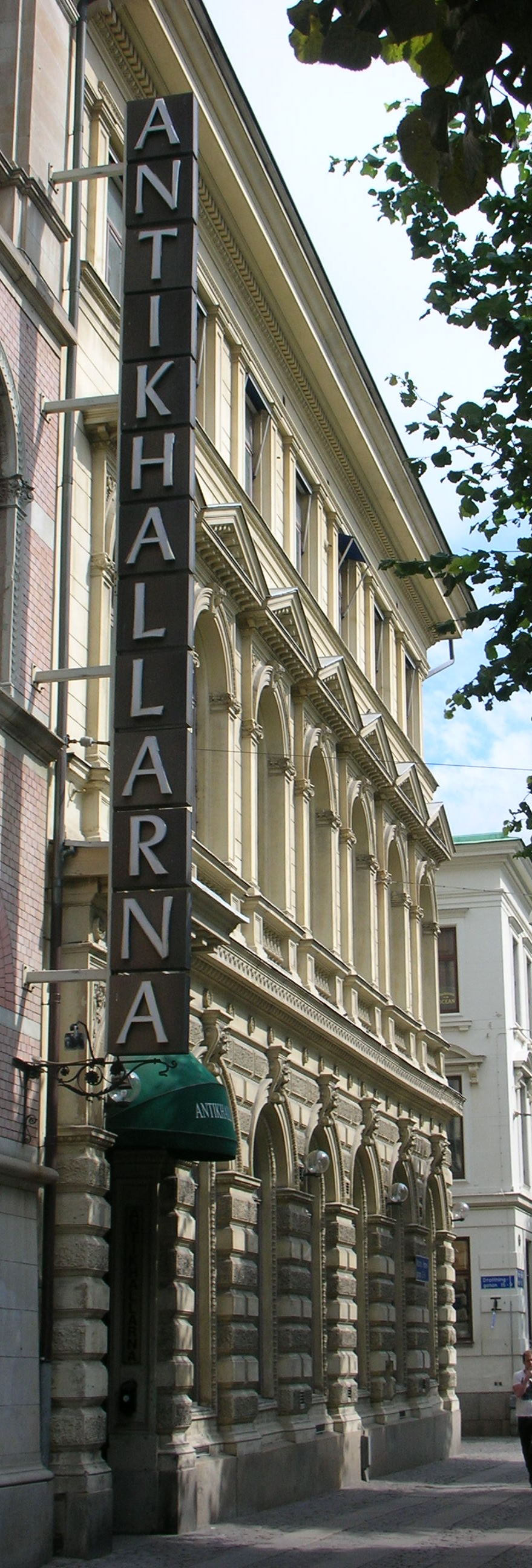
Antikhallarna

Antikhallarna är en galleria på Västra Hamngatan 6 i Göteborg som inrymmer ett tiotal butiker som säljer antikviteter och samlarobjekt så som frimärken och mynt. Antikhallarna öppnade i april 1975.
Antikhallarnas byggnad är ritad av Axel Kumlien och Hjalmar Kumlien i nyrenässansstil för Skandinaviska Kredit-Aktie Bolaget som köpte tomten 1882. Banken flyttade in i lokalerna 1885, men byggnaden var inte helt klar förrän 1905. Skandinaviska Banken hade sin verksamhet i huset fram till 1973, då den flyttade till Östra Nordstaden.
Byggnaden grundförstärktes 1986 och byggdes om med inredning av vindar 1987.
Antikhallarna byggdes om och fick ingång från hörnet Västra Hamngatan/Drottninggatan 2012.